# Øjenhule
Øjenhulerne, orbita på latin, er fordybningerne i menneskets kranie hvori øjet og dens tilhøresstrukturer befinder sig. Fordybningen er omtrent pyramideformet, med en lille indre flade og en bred åbning.

## Struktur
Øjenhulen er dannet af 7 forskellige knogler fra kraniet, og der er i og imellem disse knogler to foramina, to fissurae og én canalis

### Flader
Øjenhulen har nogenlunde samme form som en firesidet pyramide, med toppen skåret af. Den stumme ende, hvor spidsen var engang, danner apex af øjenhulen, helt indad mod kraniet. Bunden af pyramiden, basis, danner det store hul hvori øjet er synligt udefra.

#### Basis
Den ydre rand af øjenhulen, aditus orbitae, er dannet af:
- Margo supraorbitalis fra pandebenet, superiort.
  - Her findes desuden incisura supraorbitale, hvorigennem arteria supraorbitalis og nervus supraorbitalis passerer
- Crista lacrimalis posterior fra tårebenet, medialt.
- Margo infraorbitale fra både overkæbebenet og kindbenet, inferiort.
  - Overkæbenet har desuden også her foramen infraorbitale, indgang til canalis infraorbitale hvorigennem arteria-, vena- og nervus infraorbitales passerer.
  - Overkæbenet danner også crista lacrimalis anterior hvor den danner kant anteriort for crista lacrimalis posterior.
- Lateralkanten dannes af kindbenet.

#### Apex
Spidsen af pyramiden, inderst inde mod kraniet, svarer til den bredste del af fissura orbitalis superior, hvorigennem der passerer talrige nerver:
- Nervus lacrimalis
- Nervus frontalis
- Nervus trochlearis
- Nervus nasociliaris
- Nervus oculomotorius
- Nervus abducens
- Venae opthalmicae

Desuden fungerer apex også som tilhæftningssted for annulus tendineus communis, en senering som danner canalis opticus og omringer synsnerven. Den er udspringspunkt for øjets bevægeapparat.

#### Loftet
Den opadvendende del af hulen er primært dannet af pandebenet, og er relativt tynd og konkav opadtil. En lille fordybing i denne, fossa glandulae lacrimalis er bosted for tårekirtlen. En anden fordybning, fovea trochlearis, er sæde for musculus obliquus superiors slynges tilhæftning.
Bagtil i loftet findes canalis opticus, som fører direkte ind til hjernen og hvorigennem synsnerven passerer igennem.

#### Gulvet
Den nedadvendte del af hulen, bestående primært af overkæbeben og delvist af kindben er adskilt lateralfladen ved fissura orbitalis inferior. En fure fra denne fissur danner fissura orbitalis inferior der udmunder i foramen infraorbitale.
Fissura orbitalis forbinder øjenhulen med regio infratemporalis via fossa pterygopalatina. Fra regio infratemporalis passerer anastamoseforbindelser mellem vena opthalmica inferior og plexus pterygoideus, og fra øvrig fossa pterygopalatina passerer:
- Arteria infraorbitalis
- Nervus infraorbitalis
- Nervus zygomaticus
- Rami orbitalis ganglion pterygopalatinum

#### Lateralvæggen
Ligger på væggen pegene væk fra næsen og består primært af kilebenet og kindbenet. Den danner en skarp vinkel med gulvet, og er desuden adskilt denne via fissura orbitalis inferior. Den er adskilt loftet ved fissura orbitalis superior.

#### Medialvæggen
Ligger opad mod næsten og består hovedsageligt af sibenet og tårebenet, og er den tyndeste af øjenhulens vægge. Posteriort på grænsen til loftet kan der på denne væg findes to huller, foramen ethmoidale anterius og foramen ethmoidale posterius.
Anterius er passage for arteria ethmoidalis anterior og nervus ethmoidalis anterior, og posterius er passage for arteria ethmoidalis posterior og nervus ethmoidalis posterior.